# Улица Кауказа
Улица Ка́указа (латыш. Kaukāza iela) — улица в Видземском предместье города Риги, в микрорайоне Тейка. Начинается от улицы Палму, проходит в северо-восточном направлении и заканчивается перекрёстком с улицей Джутас. С другими улицами не пересекается.
Общая длина улицы составляет 248 метров. На всём протяжении имеет асфальтовое покрытие. Разрешено движение в обоих направлениях. Общественный транспорт по улице не курсирует.

## История
Улица Кауказа была проложена на территории бывшей усадьбы Монрепо и впервые упоминается в 1902 году под названием Кавказская улица (нем. Kaukasische Strasse, латыш. первоначально (до 1920) также Kaukazijas iela). Переименований улицы не было.
До настоящего времени сохранилось несколько зданий, построенных в начале XX века.